# Sport-Toplumy-Stadion (Balkanabat)
Das Sport-Toplumy-Stadion ist ein Stadion am Stadtrand von Balkanabat im Westen Turkmenistans. Die Eröffnung fand am 14. Oktober 2009 statt, das Stadion hat eine Kapazität von etwa 10.000 Plätzen. Die Bauarbeiten wurden von der türkischen Firma Ozaylar vorgenommen und kosteten umgerechnet 20 Mio. $.
Das Stadion ist Heimspielstätte des Erstligisten Balkan FK. Es ist weitgehend ohne Überdachung.